# Heinrich Schiebl
Heinrich Schiebl (* 24. November 1926 in Oberpullendorf) ist ein ehemaliger österreichischer Radrennfahrer und nationaler Meister im Radsport.

## Sportliche Laufbahn
Schiebl (auch Schiebel) startete bei den Olympischen Sommerspielen 1948 in London im Bahnradsport. Dort bestritt er mit dem österreichischen Bahnvierer die Mannschaftsverfolgung. 1947 siegte er in der nationalen Meisterschaft im Straßenrennen. 1950 wurde er Dritter der Meisterschaften im Straßenrennen hinter dem Sieger Rudi Valenta.